# Thomas Dekker (színművész)
Thomas Alexander Dekker (Las Vegas, Nevada, 1987. december 28. –) amerikai színész, zenész. Legismertebb szerepe a Terminátor – Sarah Connor krónikái-ban John Connor megformálása, és a Hősök című sorozatbeli szerepe. Ezenkívül két, több folytatásos animációs, illetve rajzfilmben is kölcsönözte hangját szereplőknek.

## Filmográfia

### Filmek
| Év   | Magyar cím                               | Eredeti cím                           | Karakter       | Szinkron     | Műfaj          |
| ---- | ---------------------------------------- | ------------------------------------- | -------------- | ------------ | -------------- |
| 2010 | Rémálom az Elm utcában                   | A Nightmare on Elm Street             | Jesse Braun    |              |                |
| 2009 | A nővérem húga                           | My Sister's Keeper                    | Taylor Ambrose | Berkes Bence | dráma          |
| 2008 | A gyilkos bennünk                        | From Within                           | Aidan          |              | horror         |
| 2006 |                                          | Simple Joys                           | Stephen        |              | rövidfilm      |
| 2005 | Tinipaparazzók                           | Campus Confidential                   | Brett          |              | TV film        |
| 1997 | Drágám, a kölykök már megint összementek | Honey, I Shrunk the Kids: The TV Show | Nick Szalinski |              | TV filmsorozat |
| 1995 | Elátkozottak faluja                      | Village of the Damned                 | David McGowan  |              | horror         |
| 1994 | Star Trek 7. – Nemzedékek                | Star Trek – Generations               | Thomas Picard  |              | sci-fi         |

### Sorozatok
| Év   | Magyar cím : Alcím                                 | Eredeti cím : Alcím                       | Szerep         | Megjegyzés |
| ---- | -------------------------------------------------- | ----------------------------------------- | -------------- | ---------- |
| 2011 | The Secret Circle : A Titkos Kör                   | The Secret Circle                         | Adam Connant   | misztikus  |
| 2008 | Terminátor – Sarah Connor krónikái                 | Terminator: The Sarah Connor Chronicles   | John Connor    | thriller   |
| 2006 | Hősök                                              | Heroes                                    | Zach           | sci-fi     |
| 2006 | Shark – Törvényszéki ragadozó : Szerelmi háromszög | Shark : Love Triangle                     | Ben Channing   | krimi      |
| 2006 | Doktor House : House kontra Isten                  | House, M.D. : House vs. God               | Boyd           |            |
| 2005 | Hetedik mennyország                                | 7th Heaven                                | Vincent        |            |
| 2004 | CSI: A helyszínelők                                | CSI – Crime Scene Investigation : Harvest | Jimmy Jones    | krimi      |
| 1995 | Star Trek – Voyager                                | Star Trek – Voyager                       | Henry Burleigh | sci-fi     |
| 1994 | Vészhelyzet : 24 óra                               | Er : 24 Hours                             | 4 éves fiú     |            |

### Animációs filmek
| Év   | Magyar cím                                    | Eredeti cím                                            | Szerep                    | Megjegyzés     |
| ---- | --------------------------------------------- | ------------------------------------------------------ | ------------------------- | -------------- |
| 2002 | Őslények országa 9. – Utazás a nagy vízhez    | The Land Before Time IX: Journey to the Big Water      | Littlefoot hangja         | animációs film |
| 2001 | Őslények országa 8. – A nagy fagy             | The Land Before Time VIII: The Big Freeze              | Littlefoot hangja         | animációs film |
| 2000 | Egérmese 3. – A Manhattan Sziget Kincse       | An American Tail III: The Treasure of Manhattan Island | Fievel Mousekewitz hangja | rajzfilm       |
| 2000 | Őslények országa 7. – A hideg tűz köve        | The Land Before Time VII: The Stone of Cold Fire       | Littlefoot hangja         | animációs film |
| 1999 | Egérmese 4. – Az éjjeli lény rejtélye         | An American Tail: The Mystery of the Night Monster     | Fievel Mousekewitz hangja | rajzfilm       |
| 1998 | Őslények országa 6. – A Szaurusz Szikla titka | The Land Before Time VI: The Secret of Saurus Rock     | Littlefoot hangja         | animációs film |
| 1997 | Őslények országa 5. – A rejtélyes sziget      | The Land Before Time V: The Mysterious Island          | Littlefoot hangja         | animációs film |

## Diszkográfia
Albumok
- Psyanotic (2007)
- Protean (2008)